# Эстис, Николай Александрович
Никола́й Алекса́ндрович Э́стис (первоначальное имя Нишл Шлёмович [Нисл Соломонович] Эстис; род. 8 августа 1937, Москва, СССР) — советский, российский и германский художник.

## Биография
Николай Александрович Эстис родился 8 августа 1937 года в Москве. С 1937 по 1941 год жил на родине отца в Хмельнике Винницкой области на Украине, где его отец — Соломон (Шлёма) Исаакович Эстис (1907—1944) — работал в партийно-хозяйственном аппарате, а мать учительствовала в начальных классах местной школы.
В первые дни Великой Отечественной войны отец добровольцем ушёл на фронт, а семья была эвакуирована в Башкирию. По окончании войны семья вернулась в Хмельник. В 1954 году Николай окончил среднюю школу и уехал в Москву, намереваясь стать профессиональным художником.
В 1958 году закончил Московское художественно-графическое училище, затем служил рядовым в Советской Армии. С 1960 года — участник московских, всесоюзных и международных выставок. В 1966 году состоялась первая персональная выставка в Москве. С тех пор прошло более 70 персональных выставок в России и других странах. Работы Н. А. Эстиса находятся в частных собраниях, Третьяковской галерее и в Музее изобразительных искусств им. А. С. Пушкина, в Ново-Иерусалимском музее, в государственных художественных музеях Петрозаводска, Ярославля, Мурманска, в картинных галереях Перми, Орла, Златоуста, в Государственном художественном музее Эстонии, в Дрезденском музее, в собрании Академии Наук США, в собрании Костакиса в Греции. Член Союзов художников России и Германии и Международной Ассоциации художников.
О жизни и творчестве Николая Эстиса снят документальный фильм «Космос Эстиса» (2017 год, режиссёр Ирина Голованова, оператор Черкасов Александр, 26 минут).

## Семья
Жена — художник, скульптор и книжный иллюстратор Лидия Шульгина (1957—2000). Сыновья — художник и график Олег Эстис (1964—1999), писатель Александр Эстис (род. 1986). Дочь — музейный специалист Елена Эстис (род. 1958).